# Un père trop célèbre
Un père trop célèbre (Michael Landon, the Father I Knew) est un téléfilm dramatique américain de 1999 sur la vie de Michael Landon.

## Synopsis
Mike et ses sœurs ont toujours idéalisé leur père. Intelligent, drôle et généreux, ce dernier a toujours su être là lorsque ses enfants avaient besoin de lui malgré son emploi du temps très chargé. Mais tout bascule le jour où Michael rencontre une jeune femme superbe avec qui il décide de refaire sa vie. Dès lors, Michael commence à négliger ses enfants, ce dont souffre cruellement Mike.

## Fiche Technique
- Titre original : Michael Landon, the Father I Knew
- Titre français : Un père trop célèbre
- genre : drame
- Réalisation : Michael Landon Jr.
- Scénario :
  - Linda Bergman
  - Michael Landon Jr.
- Musique : Richard Bellis
- Photographie : Michael Slovis (en)
- Producteur : Linda Bergman
- Producteurs délégués : 
  - Mark Bacino
  - Allen Epstein
  - Jim Green
- Société de production : Green/Epstein Productions

## Distribution
- John Schneider (VF : Emmanuel Jacomy) : Michael Landon
- Cheryl Ladd (VF : Céline Monsarrat) : Lynn Landon
- Joel Berti (en) (VF : Damien Boisseau) : Michael Landon Jr.
- Sarah Lancaster : Leslie Landon à 17 ans
- J. Kenneth Campbell : Andy Glennon
- Julie Condra : Cindy Landon

 Source et légende : version française (VF) sur RS Doublage